# 沼賀健次
沼賀 健次（ぬまが けんじ、1908年（明治41年）3月30日 - 1988年（昭和63年）5月5日）は、日本の教育者、政治家。元高崎市長（4期）。

## 経歴
群馬県群馬郡京ヶ島村出身。生家の反町家は庄屋で、父・延太郎は京ケ島村長・群馬県会議員などを務める傍ら実業補習学校を設置するなど教育面に熱心だった。
高崎商業学校から野球で腕を鳴らし明治大学商学部に進むが肩の故障から2年で中退、山形高等学校を経て東京帝国大学経済学部に入学してオール優の成績で卒業した。卒業後に母校の教員となると共に沼賀家へ婿養子に入り、日中戦争で一時従軍の後に教職に復帰するが校長と衝突して辞職。帝大文学部教育学科に学士入学した後福島高等商業学校助教授を経て、戦後高崎商業高等学校校長に就任。勤務評定では県当局と衝突しながらも1960年総選挙に民主社会党公認で群馬3区から出馬するため校長を辞職、しかし結果は次点に終わる。
その後学校法人学文館理事を務めながらも、1971年に福田赳夫に推される格好で高崎市長選に出馬。中曽根康弘が推していた現職の住谷啓三郎市長を破り、以降4期16年にわたり務めた。